# 송 (한림아)

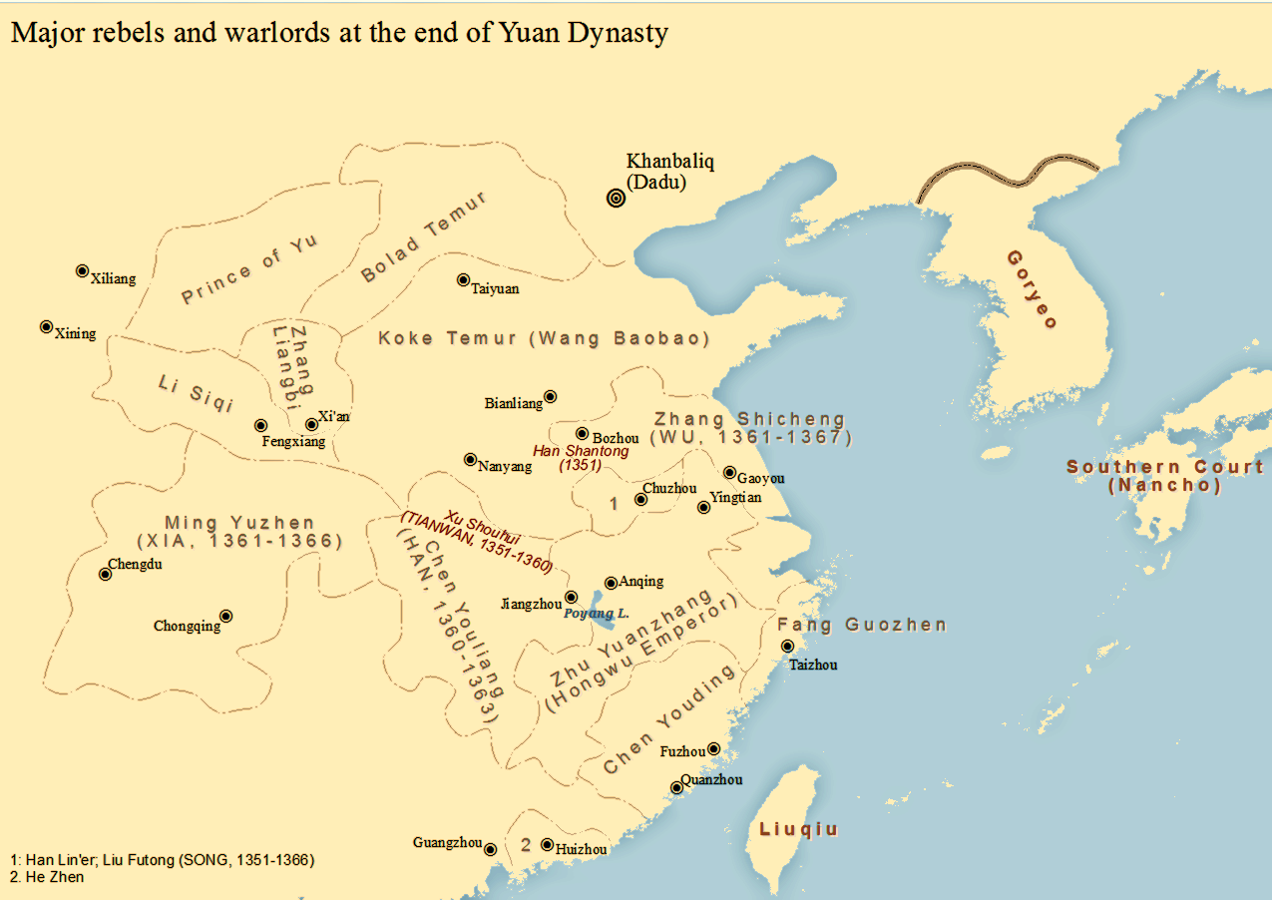

송나라(宋國, 1355년 2월 15일~1367년 1월 28일)는 14세기 중국 시대에 불과 12년간 지속된 홍건적 체제 혁명 성향 봉건 제국이다.

## 송나라의 역사

### 초대 군주한임아(韓林兒, 재위 1355년 2월 15일~1365년 12월 28일)
대한송제국(大韓宋帝國) 초대 군주 한임아(韓林兒, 1340년 2월 29일~1366년 12월 15일)는 14세기 중국 시대 반원(反元) 세력의 일원으로 원나라에 항거한 홍건적 예하 부장수 출신의 유복통(劉福通, 1321년 7월 8일 ~ 1363년 2월 23일) 장군이 1355년 2월 15일을 기하여 지난날 북송제국(北宋帝國) 시대 군주(君主)였던 송 휘종 조길(宋 徽宗 趙佶, 1082년 11월 2일 ~ 1135년 6월 4일)의 후예를 자처하여 첫 봉기하면서 보령 15세의 한임아를 군주(소명왕)로 내세우고 한임아 군주의 아버지 한산동(韓山童, 1318년 3월 10일 ~ 1363년 1월 26일) 장군을 국태공(國太公)으로 내세운 후 유복통 자신은 섭정을 4년간 수행하였으며 옛 원나라 안후이 성 보저우를 수도로써 내세워 창건한 14세기 중국 중원 황조 시대 비참주(非僭主) 제국이다. 그러므로 대한송제국(大韓宋帝國)은 1355년 2월 15일을 기하여 창건되었고 한임아(韓林兒)가 초대 군주(소명왕)로 등극하였으며 유복통(劉福通)이 섭정을 맡았고 1355년 3월 16일을 기하여 한임아 군주가 황제(소명제)로 정식 성향 대관식을 가졌으며 3년 후 1358년 2월 15일을 기하여 수도를 허난 성 볜량으로 천도 후 1358년 4월 30일을 기하여 같은 홍건도 성향 군주제 국가 서송(徐宋)과 서로 우방국교(友邦國交)를 성립, 1359년 3월 18일을 기하여 도로 수도를 원래의 수도 안후이 성 보저우로 재천도하였고 1359년 3월 2일을 기하여 유복통 장군이 섭정에서 물러나고 한임아 군주가 친정을 펼쳤다. 1360년 4월 26일을 기하여 방탕의 길을 가던 서송(徐宋)이 진우량 장군의 공격을 받아 멸국되고 서송제국 군주였던 폐주 서수휘(徐壽輝, 1320년 2월 29일 ~ 1360년 5월 3일)가 진우량 장군에게 참살된 후 진우량(陳友諒, 1316년 2월 29일 ~ 1363년 10월 4일) 당시 토원 홍건도 장군(討元 紅巾徒 將軍)에게 옛 서송 국토(영토)를 복속받았으며 1363년 1월 8일을 기하여 성문욱(盛文郁, 1316년 2월 28일 ~ 1370년 3월 22일)을 승상 겸 총리대신 직책에 등용하였고 1363년 1월 19일을 기하여 명하제국(明夏帝國)·대진한제국(大陳漢帝國)과 모두 서로 공동 우방국교(共同 友邦國交)를 성립하였다. 1363년 1월 23일을 기하여 안후이 성 추저우로 세 번째 천도이자 마지막 천도 후 1363년 1월 26일을 기하여 국태공 한산동 장군이 장사성(張士誠) 대주국 군주로부터 밀파된 첩자(간첩)들에게 암살되는 참사를 목도 후 1363년 2월 23일을 기하여 역시 前 섭정 유복통 장군이 장사성(張士誠) 대주국 군주로부터 밀파된 첩자(간첩)들에게 암살되는 참사를 목도하였으며 1364년 1월 29일을 기하여 대진한제국(大陳漢帝國)이 주원장 장군과 탕화 장군의 공격을 받아 멸국되자 주원장(朱元璋, 1328년 10월 21일 ~ 1398년 6월 24일)과 탕화(湯和, 1326년 6월 8일 ~ 1395년 8월 7일) 당시 양대 토원 홍건도 장군(兩代 討元 紅巾徒 將軍)에게 옛 대진한제국 국토를 복속받았고 1366년 1월 19일을 기하여 대한송제국(大韓宋帝國)도 결국엔야 주원장(朱元璋)이 이끄는 홍건도 군사(紅巾徒 軍事)에게 1차 정벌되는 정치적 참사를 겪었다. 초대 군주 한임아(韓林兒)는 1365년 12월 28일을 기하여 성문욱(盛文郁) 승상 겸 총리대신에게 보위를 선위 후 추저우 태황궁(太皇宮)에 칩거하다가 1365년 12월 31일을 기하여 주원장(朱元璋, 1328년 10월 21일 ~ 1398년 6월 24일)과 탕화(湯和, 1326년 6월 8일 ~ 1395년 8월 7일) 당시 양대 토원 홍건도 장군(兩代 討元 紅巾徒 將軍)에게 체포되었다.

### 제2대 군주성문욱(盛文郁, 재위 1365년 12월 28일~1367년 1월 28일)
1365년 12월 28일을 기하여 성문욱(盛文郁, 1316년 2월 28일~1370년 3월 22일)이 보령 49세로 대한송제국 제2대 군주 보위 등극하였으나 초대 군주였던 한임아 상황제(韓林兒 上皇帝)가 1365년 12월 31일을 기하여 토원 홍건도 지휘관 주원장 장군에게 체포되어 추저우 냉궁(冷宮)에 연금(감금)되는 수모를 겪었고 결국 한임아 상황제(韓林兒 上皇帝)가 주원장 장군의 계략에 넘어가 1366년 12월 15일을 기하여 냉궁(冷宮)에서 저녁 술을 먹고 취기를 드러내며 결국 같은 날(1366년 12월 15일) 밤, 주원장 장군이 보내어 추저우 냉궁 침입을 한 토원 홍건도 세력 성향 첩자(간첩)들에게 검(劍)으로 난륙(난자)되고 결국 한임아(韓林兒) 상황제는 토원 홍건도(討元 紅巾徒) 세력 성향 첩자들에게 끌려가 화이허(淮河) 강물에 던지어져 1366년 12월 15일을 기하여 난도 및 익사 암살 시해된 후 이듬해 1367년 1월 28일을 기하여 대한송제국(大韓宋帝國)도 결국엔야 주원장(朱元璋, 1328년 ~ 1398년)이 이끄는 홍건도 군사(紅巾徒 軍事)에게 최종 토벌되어 종묘사직(宗廟社稷)이 폐지되었고 폐주 성문욱 또한 주원장 장군에게 투항 선언하고 토원 홍건도 예하 명예고문위원 직책에 임명됨과 동시에 주원장이 일방적으로 명기한 규조(조약)에 따라 1367년 1월 28일을 기하여 대한송제국(大韓宋帝國)이 멸국됨과 동시에 명하제국(明夏帝國)으로 복속 병합 조치 처분되었다. 명승(明昇, 1355년 12월 16일 ~ 1396년 4월 6일)이 당시 명하 제2대 군주(君主)였으며 팽태후(彭太后, 1338년 11월 11일 ~ 1404년 5월 10일)가 섭정이었던 명하제국(明夏帝國)은 대한송제국(大韓宋帝國)의 동맹우방국(同盟友邦國)이었던 토원 홍건도(討元 紅巾徒) 성향 제국이었다.

## 역대 황제
| 대수  | 시호            | 성명           | 재위기간        |
| ----- | --------------- | -------------- | --------------- |
| 제1대 | 명황제 (明皇帝) | 한임아(韓林兒) | 1355년 ~ 1365년 |
| 제2대 | 오황제 (烏皇帝) | 성문욱(盛文郁) | 1365년 ~ 1367년 |

## 같이 보기
- 서송(徐宋)
- 진한(陳漢)
- 장주(張周)
- 명하(明夏)